# IC 1062
IC 1062 — галактика типу E-S0 (еліптична спіральна галактика) у сузір'ї Волопас.
Цей об'єкт міститься в оригінальній редакції індексного каталогу.